# Мері Вейт
Мері Вейт (англ. Mary Wayte, 25 березня 1965) — американська плавчиня.
Олімпійська чемпіонка 1984 року, медалістка 1988 року. Срібна медалістка Чемпіонату світу з водних видів спорту 1986 року.